# Primeiro Hinário Luterano
O Primeiro Hinário Luterano foi publicado em 1524, como Etlich Cristlich líder / Lobgesang und Salmo (Algumas Músicas Cristãs, cânticos e salmos), muitas vezes também referido como o Achtliederbuch (Livro com oito músicas, literalmente Eightsongsbook), foi o primeiro hinário luterana do hinário.

## História e conteúdo
O hinário foi criado por Martin Lutero e Paul Speratus, trabalhando em colaboração. Ele contém oito hinos: quatro por Lutero, três por Speratus e um anônimo, que tem sido atribuído a Justus Jonas. Os criadores declararam suas intenções na página de título: "Lobgesang / onu Salmo / dem rainen wort Gottes gemeß / auß der heylige schrifft / durch mancherley hochgelerter gemacht / in der Kirch zu singen / wie es dann zum tayl Berayt em Wittenberg, na übung ist." (Cântico e / salmos / de acordo com a pura palavra de Deus, da escritura sagrada / feito por vários aprendizes [pessoas] / para ser cantado na igreja / como já é praticada na parte de Wittenberg.)
O pequeno hinário foi distribuído na Europa. Os adversários de Lutero queixaram-se de que "todo o povo está se cantando em suas doutrinas". Devido a grande demanda, outra coleção foi publicada no mesmo ano, a Erfurt Enchiridion, contendo 26 hinos, 18 deles por Lutero.

## Canções

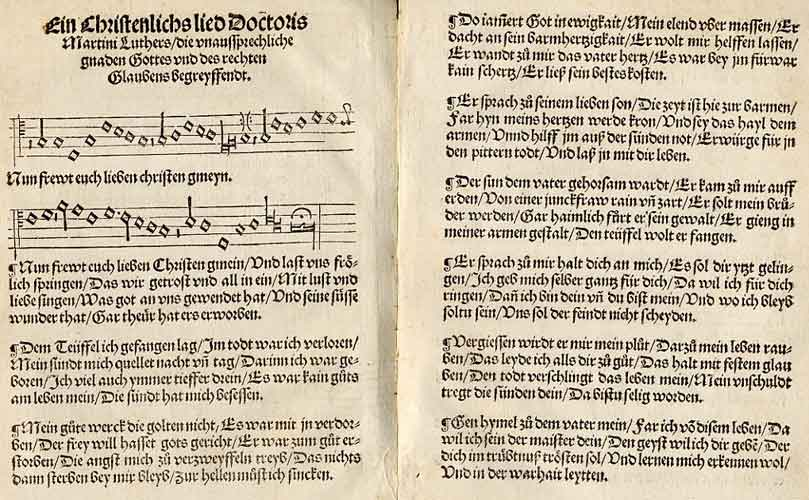
"Freira frewt euch dos, lieben Christen gmein"

1. Nun freut euch, lieben Christen g'mein (Lutero)
2. Es ist das Heil uns kommen her (Speratus)
3. In Gott gelaub ich, das er hat (Speratus)
4. Hilf Gott, wie ist der Menschen Not (Speratus)
5. Ach Gott, vom Himmel sieh darein (Lutero)
6. Es spricht der Unweisen Mund wohl (Lutero)
7. Aus tiefer Not schrei ich zu dir (Lutero)
8. In Jesu Namen wir heben an (anônimo, ajustando para duas vozes)